# Saint-Georges (Lot-et-Garonne)
Saint-Georges é uma comuna francesa na região administrativa da Nova Aquitânia, no departamento de Lot-et-Garonne. Estende-se por uma área de 15,96 km². Em 2010 a comuna tinha 566 habitantes (densidade: 35,5 hab./km²).